# Résidence sanitaire assistancielle
Pour les articles homonymes, voir RSA.
Les résidences sanitaires assistancielles (en italien, residenze sanitarie assistanziali), ou RSA, sont des structures à responsabilité sanitaire bien que non-hospitalières, introduites en Italie au milieu des années 1990, qui accueillent pour une période variable (de quelques semaines à une durée indéterminée) des personnes non-autonomes ne pouvant être assistées chez elles et ayant besoin de traitements spécifiques.

## Caractéristiques
Les résidences sanitaires assistancielles (RSA) se distinguent des hôpitaux, réservés aux pathologies aiguës, et des maisons de retraites, destinées aux retraités, même autonomes.

## Discipline réglementaire
Les résidences sanitaires assistancielles (RSA) sont gérées par des organismes publics ou privés offrant accueil, prestations sanitaires et assistance dans la rééducation et l'insertion sociale.
Généralement, dans une RSA sont garanties l'assistance médicale et infirmière, l'assistance réadaptative et l'aide à l'organisation du quotidien et à la socialisation.
Pour en demander l'accès, il faut se tourner vers l'ASL territorialement compétente ou au service social de la commune de résidence, afin d'obtenir une attestation de condition non-autonome.
Le coût, déterminé par l'organisme gérant en concertation avec la commune, est  pris en charge en partie par le Service sanitaire national (Servizio sanitario nazionale), en partie par la commune, et en partie par le requérant.
Le Conseil d'État (Consiglio di Stato), avec sa décision n°1607 du 15 février 2011, a réaffirmé le principe selon lequel la contribution dépend du revenu personnel et non familial, dans le cas de personnes handicapées ou très âgées.

## Controverses
Lors de l'épidémie de Covid-19 en Italie, de nombreuses enquêtes ont été lancées à l'encontre de  résidences sanitaires assistancielles (RSA) soupçonnées de ne pas avoir respecté les protocoles de sécurité, créant de la sorte des foyers contagieux, et, à terme, la mort de 6 000 à 7 000 personnes âgées en deux mois. Dans certains cas, les biens des RSA ont été mis sous séquestre,.